# Nicolas Coppermann
Nicolas Coppermann, né le 18 janvier 1966, est une personnalité médiatique, directeur de production, producteur de télévision et chef d'entreprise français.  
De janvier 2013 à 2021, il a été président d'EndemolShine France.

## Biographie

### Formation
Nicolas Coppermann est diplômé d'HEC Paris. 

### Carrière
Nicolas Coppermann commence sa carrière au sein du cabinet de conseil en stratégie Bain and Company,  Twocan Management, puis Braxton avant de rejoindre M6 en 1994 comme directeur de production de l'émission Capital puis devient directeur délégué de la société C. productions. Il lance des programmes comme Plus vite que la musique. 
Fin 1999, il a co-fondé Eléphant & Cie, avant de réintégrer le groupe M6 pour devenir directeur adjoint des programmes d’M6 chargé du secrétariat général des programmes et de la Fiction. 
Il crée en 2000 la société de production d'Emmanuel Chain, Eléphant and Cie, puis réintègre M6 en tant que directeur adjoint des programmes, avant de diriger des sociétés de productions entre 2006 et 2009. Dans ce cadre, il fait partie de l'équipe qui va décrocher Loft Story, un format phare d'Endemol aux États-Unis, connu sous le nom de Big Brother : « l'impact a été incroyable. On a été attaqués de toute part. C'est là que j'ai eu mes premiers contacts avec Endemol. À l'époque, si on m'avait dit que j'en deviendrais le patron, cela m'aurait paru totalement martien ».
En 2006, Nicolas Coppermann a pris la présidence de la société Télé Images (Zodiak Media Group) et, à ce titre, devient membre du comité exécutif du groupe Marathon.
En 2009, Nicolas Coppermann devient le directeur de Robin & Co avant de rejoindre Endemol France en 2012 comme directeur général. 
Il rejoint le groupe Endemol France en juin 2012 en tant que directeur général et est promu président en janvier 2013, succédant à Virginie Calmels. En mai 2017, il prend la tête du nouveau groupe de production audiovisuel EndemolShine France.
Nicolas Coppermann est président du SPECT depuis juillet 2016 et membre du conseil syndical de l’USPA. Il a exercé auparavant les fonctions de vice-président du SPECT, président de la commission numérique du SPECT et membre du conseil d’administration du CPA.